# Azraq-Oase
Die Azraq-Oase (englisch Azraq Wetland Reserve; arabisch محمية الأزرق المائية, DMG Maḥmiyyat al-Azraq al-Māʾiyya) liegt in Jordanien im Gouvernement Zarqa. Sie wurde am 10. Januar 1977 als Ramsar-Gebiet mit der Nummer 135 und einer Fläche von 7372 ha ausgewiesen. Das Gebiet steht zudem seit 2007 auf der Tentativliste Jordaniens als UNESCO-Weltnaturerbe.

## Geographie
Die Azraq-Oase liegt östlich von al-Azraq im Osten Jordaniens im Azraq-Becken nordwestlich von Wadi es-Sirhan, welches sich nach Südosten über 350 km bis El Jawf in Saudi-Arabien erstreckt. Das Gebiet enthält mehrere Teiche und ein saisonal überflutetes Sumpfland. Südwestlich befindet sich das Naturschutzgebiet Shaumari.

## Flora und Fauna
Am Rand der Oase wachsen Halophyten wie Halopeplis amplexicaulis und Halocnemum strobilaceum. Die Oase ist der einzige bekannte Ort, an dem die Fischart Aphanius sirhani gefunden wurde. Die Art wird von der IUCN daher als vom Aussterben bedroht eingestuft. Eine Vielzahl an Vögeln kommt zudem jedes Jahr auf dem Zug von Afrika nach Europa ins Feuchtgebiet, um dort zu rasten. Einige Vogelarten überwintern und brüten auch dort. Insgesamt wurden etwa 290 Vogelarten beobachtet.